# Jean-Luc Barthés
Jean-Luc Barthés, né le 19 juillet 1959 à Castres et mort le 10 février 2016 à Damiatte (Tarn), est un joueur de rugby à XV et dirigeant. Il fut un temps sélectionneur pour les Espoirs du Castres olympique. Il est connu sous le nom de Monsieur Afrique, en raison de ses 14 ans de travail pour le développement du rugby africain au sein de World Rugby.

## Carrière

### Joueur
- 1978-1983 : Castres_olympique
- 1983-1987 : Rugby Club d'Arras

### Dirigeant
En 1987, papa d'une petite fille d'un an, Jean-Luc Barthés raccroche les crampons et commence à travailler pour la Fédération française de rugby et le comité Midi-Pyrénées. 
En 1993 et en 1997 il aura deux autres filles. Puis en 2001 il commencera à travailler pour World Rugby comme directeur du développement du rugby (Rugby Services Manager). Son aventure avec l'Afrique commence alors. Chargé du développement du rugby sur le continent, il passera 15 années à faire découvrir le ballon ovale dans tous les pays du continent.
À ses débuts, seules 8 fédérations étaient membres de Rugby Afrique avec qui il travaillait. En 2016, 39 fédérations s'était mises au rugby.
Le 10 février 2016 il décède brutalement d'une embolie pulmonaire à son domicile dans le sud-ouest de la France,,.

## Hommages
Le 10 juin 2017, un stade de rugby est inauguré en son nom dans la ville d'Arras.
Le Trophée Barthés est un tournoi de rugby à XV réservé aux équipes nationales africaines des moins de 20 ans, nommé ainsi en sa mémoire.